# Naturschutzgebiet Kanzenberg

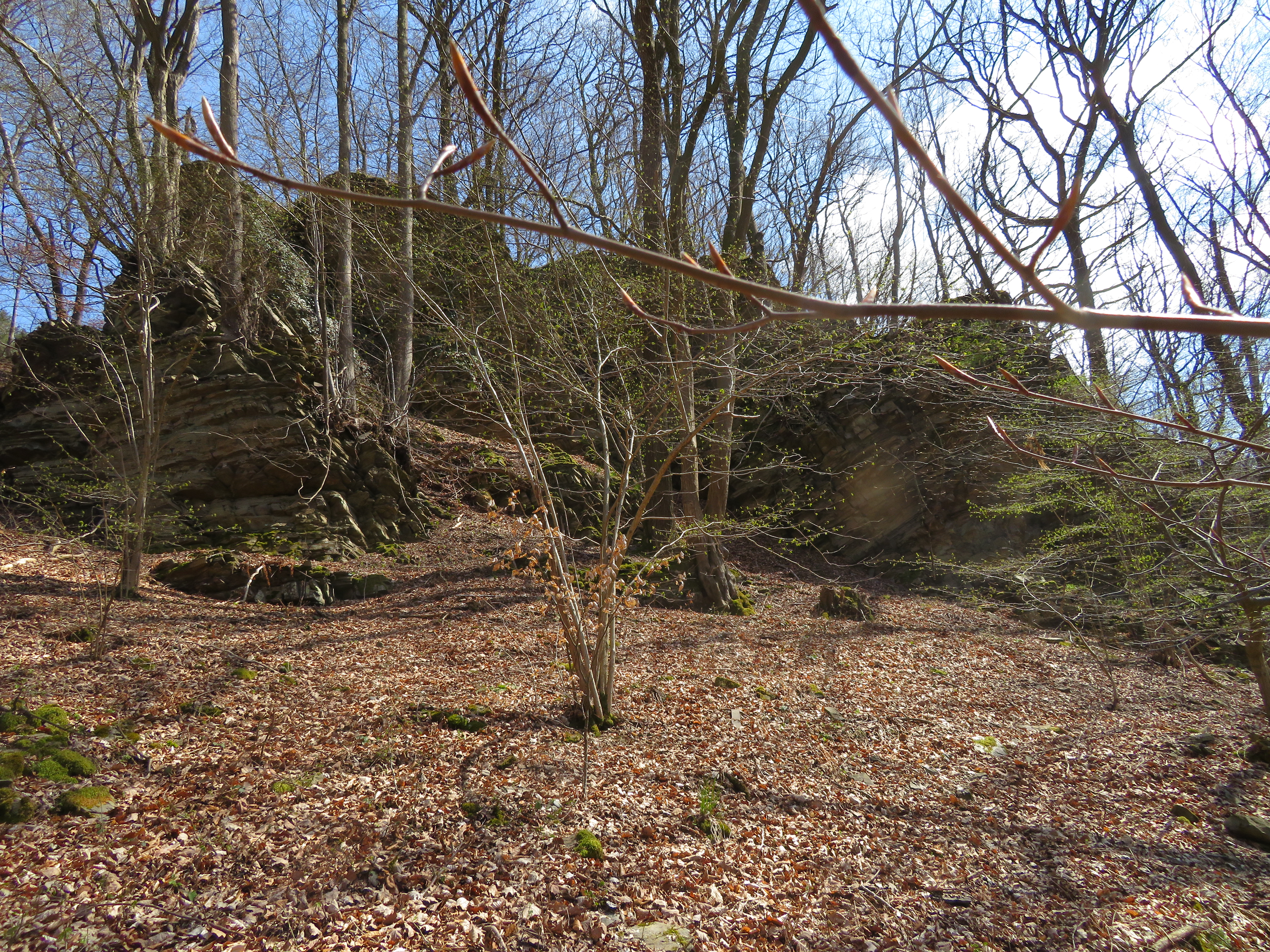
Felsen im NSG

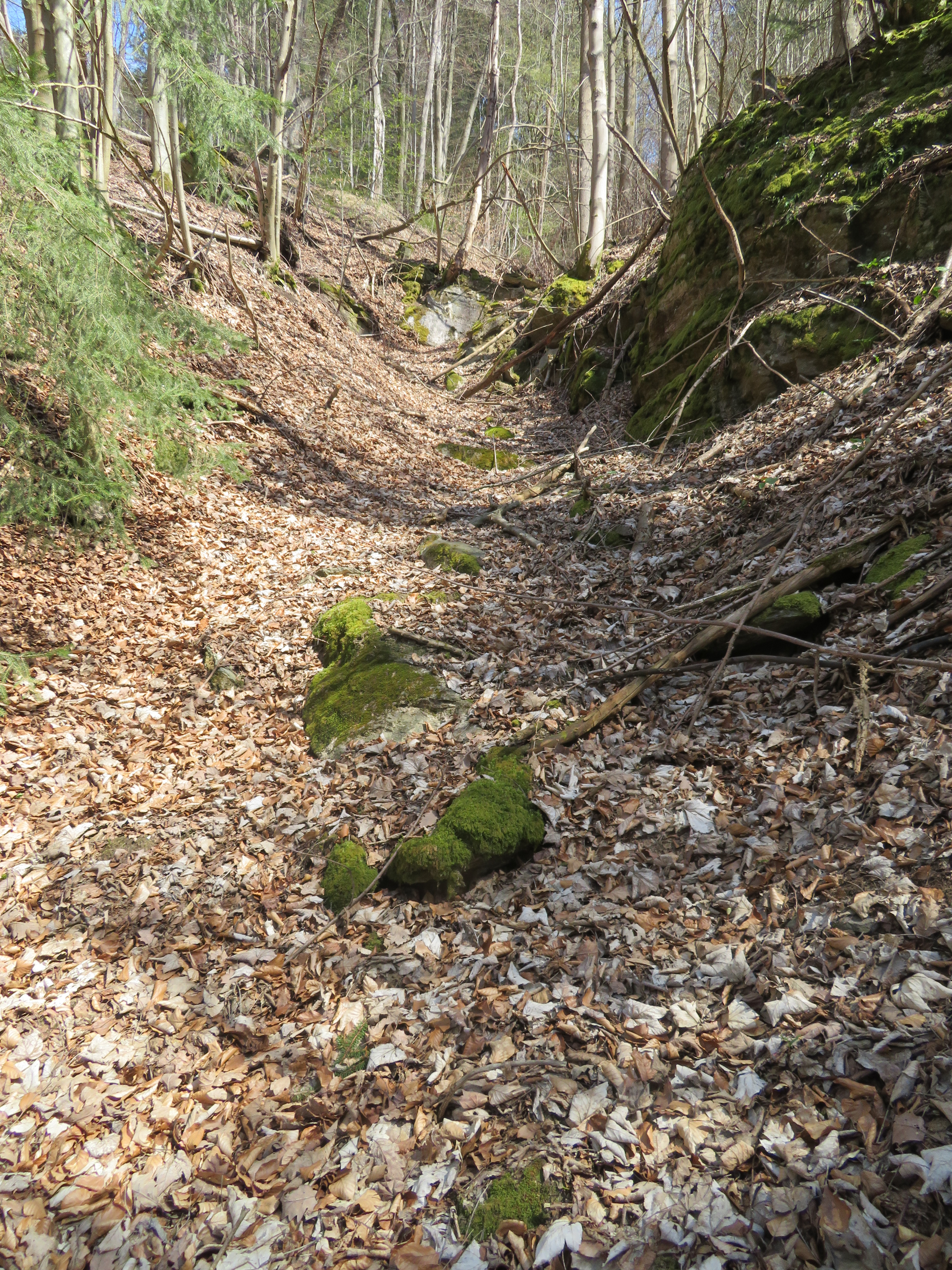
Kalktuffquelle und Bachlauf ohne Wasser im April 2021

Das Naturschutzgebiet Kanzenberg mit einer Flächengröße von 4,25 ha liegt südöstlich von Berge im Stadtgebiet von Meschede. Das Gebiet wurde 1994 durch den Kreistag des Hochsauerlandkreises mit dem Landschaftsplan Meschede als Naturschutzgebiet (NSG) mit einer Flächengröße von 3,4 ha ausgewiesen. Bei der Neuaufstellung des Landschaftsplanes Meschede wurde das NSG dann erneut ausgewiesen und vergrößert.

## Gebietsbeschreibung
Beim NSG handelt es sich um einen naturnahen Buchenwald mit Schluchtwaldanklänge und Felsen auf der Ostseite des Wennedurchbruchs durch die harten Tonsteine und Flinzkalke des Homertrückens. Im Wald stehen auch einzelne Linden und Ulmen. Eine Besonderheit für das Stadtgebiet Meschede stellt eine nur temporär wasserführende Kalktuffquelle dar. Sie geht in einen naturnahen Bachlauf über. Das Felsband weist Felsspaltenvegetation auf. Im Umfeld der Felsen liegt teilweise natürlicher Felsblockschutt
Im NSG kommen Rote-Liste-Pflanzen- und Tierarten vor. Das NSG steht überwiegend unter dem gesetzlichen Biotopschutz nach § 30 BNatSchG.
Seit 2004 gehört das heutigen NSG zu dem FFH-Gebiet Wenne (DE 4715-301). Noch über die NSG-Abgrenzung hinausgehend sind Bereiche im Osten und Norden Bestandteil des FFH-Gebietes Wenne, aber nicht des NSG.  Diese Bereiche wurden laut Landschaftsplan „wegen der nur gering ausgeprägten standörtlichen Besonderheiten und der vorhandenen Fichtenbestockung nicht einbezogen.“ 
Zur möglichen Beeinträchtigung der Kalktuffquelle durch den südlich und südöstlich liegenden Steinbruch Bergerhammer führt der Landschaftsplan aus: „Für die Existenz / die Wasserschüttung der Kalktuffquelle geht durch die unmittelbar südlich angrenzende Festgesteinsabgrabung eine latente Gefahr aus, die im Rahmen der abgrabungsrechtlichen Genehmigungsverfahren bewertet werden muss.“
Zur zukünftigen Nutzung des NSG führt der Landschaftsplan aus: „Die ökologische Mannigfaltigkeit in Verbindung mit der ohnehin - felsbedingt - schwierigen Bewirtschaftbarkeit der Fläche und ihrer relativ geringen Größe legt es nahe, das NSG auf Dauer vollständig der natürlichen Entwicklung zu überlassen.“

## Schutzzweck
Zum Schutzzweck des NSG führt der Landschaftsplan neben den normalen Schutzzwecken für alle NSG im Landschaftsplangebiet auf: „Schutz eines vielfältigen Biotopmosaiks aus geologisch unterschiedlichen Felsen, Blockschutt- und Quellbereichen mit entsprechend ausdifferenzierten Pflanzengesellschaften; Sicherung dieser Gesamtsituation für eine potenzielle ökologische Optimierung des Gebietes durch Herausnahme aus der Bewirtschaftung; rechtliche Umsetzung der FFH-Gebietsmeldung DE 4715-301 „Wenne“ und Präzisierung der diesbezüglichen allgemeinen Schutzvorschriften des § 33 BNatSchG.“